# Antembolus
Genre
Antembolus est un genre d'araignées aranéomorphes de la famille des Lycosidae.

## Distribution
Les espèces de ce genre sont endémiques de l'île de Sainte-Hélène.

## Liste des espèces
Selon World Spider Catalog (version 24.5, 16/08/2023) :
- Antembolus elysae (Tongiorgi, 1977)
- Antembolus ringens (Tongiorgi, 1977)

## Systématique et taxinomie
Ce genre a été décrit par Sherwood, Henrard, Logunov et Fowler en 2023 dans les Lycosidae.

## Publication originale
- Sherwood, Henrard, Logunov & Fowler, 2023 : « Saint Helenian wolf spiders, with description of two new genera and three new species (Araneae: Lycosidae). » Arachnology, vol. 19, no 5, p. 816-851.